# K-278 Komsomolec
K-278 Komsomolec je bila jurišna jedrska podmornica razreda Plavnik (rusko Проект 685 Плавник, Projekt 685 Plavnik – plavut) Sovjetske vojne mornarice. Zgrajena je bila kot edina podmornica v razredu. Komsomolec se je 4. avgusta 1985 potopila na 1027 m, največjo globino med jurišnimi jedrskimi podmornicami v zgodovini (komandir – kapitan 1. stopnje Jurij Aleksandrovič Zelenski).

## Zgodovina
Razvoj novega razreda globokomorskih jurišnih jedrskih podmornic je leta 1966 prevzel Osrednji konstruktorski biro morske tehnike Rubin, ki je do leta 1974 konstruiral razreda podmornic iz titana. Glavni konstruktor je bil do leta 1977 Nikolaj Andrejevič Klimov, pozneje pa Jurij Nikolajevič Kormilicin. Razred je imel dva trupa, notranjega tlačnega in zunanjega hidrodinamičnega.
V okviru razreda je bila zgrajena ena podmornica, K-278 Komsomolec. Poganjal jo je tlačnovodni reaktor OK-650B-3 s toplotno močjo 190 MWt in prostornino 43.000 l. Imela je štiri generatorje pare, dva turbogeneratorja z močjo 2 MW, dizelski generator DG-500 z močjo 500 kW, akumulator z 112 celicami in dva elektromotorja z močjo 300 kW (za hitrost do 5 vozlov) in propeler.
Ob predaji podmornice Severni floti Ruske vojne mornarice, vojne mornarice držav Nata niso imele torpeda, ki bi lahko napadel podmornico na tako veliki globini.
Podmornica se je potopila ob vračanju s tretje bojne patrulje 7. aprila 1989 180 km jugozahodno od Medvedjega otoka. Zaradi požara je bil sistem glavnih balastnih rezervoarjev uničen in v podmornico je začela poplavljati morska voda. Razlog za požar ni znan. Podmornica je plula na globini 380 m s hitrostjo 8 vozlov. Po začetku požara je Komsomolec izplul na površino, vendar posadki požara ni uspelo obvladati in podmornica se je začela potapljati. Večina posadke je ostala na površini, del mornarjev pa je ostal na potapljajoči se podmornici in pozneje izplul z reševalno kapsulo. Na kraj nesreče je prva prispela ladja Aleksej Hlobistov, ki je od 69 članov posadke našla 27 preživelih, 42 članov posadke pa je umrlo zaradi podhladitve ali utopitve. 
Na krovu so še vedno jedrski reaktor in dva torpeda z jedrskimi bojnimi glavami iz plutonija, zaradi česar poteka redno merjenje radioaktivnih izpustov cezija-137 v okoliški vodi, ki pa ne presegajo 0,001 Bq/l (mejna vsebnost za prehrambene proizvode je na Norveškem 600 Bq/kg).